# Navadni kloček
Navadni kloček (znanstveno ime Staphylea pinnata) je do 6 m visok listopadni grm iz družine kločkovk, ki se pogosto sadi kot okrasna rastlina.

## Opis
Navadni kloček je do 6 m visok listopadni grm z redko krošnjo. Skorja je sivkaste barve. Mladi poganjki so zeleni, okrogli in gladki. Listi so lihopernati, sestavljeni iz 5 do 7 podolgovato elipsastih lističev, ki imajo fino nažagan rob. Cvetovi so bele ali rahlo rožnate barve, združeni pa so v blago dišeča, viseča grozdasta socvetja dolga do 13 cm. Plod je debela, do 4 cm velika napihnjena kapsula sestavljena iz dveh ali treh delov. V njej so do tri trda rjava okrogla semena velikosti graha, ki so užitna. Kapsule dozorijo od septembra do novembra.  Koreninski sistem je močno razrasel, vendar pa rastlina kljub temu slabo prenaša sušo.
Dobro uspeva na bogatih ilovnatih tleh na sončnih ali polsenčnih legah. Dobro prenaša mraz do -20 °C in ni zahtevna rastlina.